# Coupe CEDEAO
La coupe CEDEAO (Communauté Économique Des États de l'Afrique de l'Ouest) était un tournoi disputé par les nations d'Afrique de l'ouest de manière bisannuelle entre 1983 et 1991. Il y eut un tournoi en 1977 mais peu de données sont connues.

## Tableau des éditions
| Année        | Hôte          | Finale        | Finale      | Finale        | Match pour la 3e place | Match pour la 3e place | Match pour la 3e place |
| Année        | Hôte          | Champion      | Score       | Seconde Place | 3e Place               | Score                  | 4e Place               |
| ------------ | ------------- | ------------- | ----------- | ------------- | ---------------------- | ---------------------- | ---------------------- |
| 1983 Détails | Côte d'Ivoire | Côte d'Ivoire | 2 - 1 1 - 0 | Togo          | Mali                   | 1 - 1                  | Nigeria                |
| 1985 Détails | Sénégal       | Sénégal       | Groupe      | Côte d'Ivoire | Guinée                 |                        | Mali                   |
| 1987 Détails | Liberia       | Côte d'Ivoire | 2 - 1       | Liberia       | Sénégal                | 1 - 0                  | Burkina Faso           |
| 1990 Détails | Nigeria       | Nigeria       | 1 - 1       | Sénégal       | Côte d'Ivoire          | 1 - 0                  | Liberia                |
| 1991 Détails | Côte d'Ivoire | Côte d'Ivoire | 1 - 0       | Sénégal       | Ghana                  | 3 - 1                  | Nigeria                |

## Classement
| Gagné    | Pays          | Année(s)         |
| -------- | ------------- | ---------------- |
| 3 titres | Côte d'Ivoire | 1983, 1987, 1999 |
| 1 titre  | Nigeria       | 1990             |
| 1 titre  | Sénégal       | 1985             |